# Luigi Pareyson
Luigi Pareysón (ur. 4 lutego 1918 w Piasco, zm. 18 września 1991) – włoski filozof, przedstawiciel nurtu filozoficznego – hermeneutyki.

## Życiorys
Luigi Pareyson urodził się 4 lutego 1918 w Piasco, miejscowości w północno-zachodnich Włoszech. W 1939 r. uzyskał tytuł doktora na Uniwersytecie Turyńskim, a tytuł jego pracy doktorskiej brzmiał „Karl Jaspers i filozofia egzystencjalizmu”. Pozostał na uniwersytecie, aby wykładać estetykę. Jego uczniami byli m.in. Mario Perniola, Gianni Vattimo i Umberto Eco.

## Dzieła
- La filosofia dell'esistenza e Karl Jaspers, 1940
- Studi sull'esistenzialismo, 1943
- Esistenza e persona, 1950
- L'estetica dell'idealismo tedesco, 1950
- Fichte, 1950
- Estetica. Teoria della formatività, 1954
- Teoria dell'arte, 1965
- I problemi dell'estetica, 1966
- Conversazioni di estetica, 1966
- Il pensiero etico di Dostoevskij, 1967
- Verità e interpretazione, 1971
- L'esperienza artistica, 1974
- Federico Guglielmo Schelling, [w:] Grande antologia filosofica, vol. XVIII, 1971, s. 1-340
- Dostoevskij: filosofia, romanzo ed esperienza religiosa, 1976
- La filosofia e il problema del male, "Annuario filosofico" nr 2 (1986), s. 7-69
- Filosofia dell'interpretazione, 1988
- Filosofia della libertà, 1989
- Ontologia della libertà. Il male e la sofferenza, 1995 (pośmiertnie)